# Niğde Anadolu FK
Niğde Anadolu FK ist ein türkischer Fußballverein aus der Stadt Niğde, einer Stadt in Zentralanatolien.

## Geschichte
Niğde Anadolu FK wurde im Jahr 1990 gegründet und verbrachte seine Zeit in den türkischen Amateurligen und in der Bölgesel Amatör Lig. In der Saison 2013/14 belegte man in der Gruppe 5 am Saisonende mit 61 Punkten und zehn Punkten Abstand zum Nächstplatzierten den zweiten Tabellenplatz, somit qualifizierte man sich für die zweite Play-off-Runde, die in die TFF 3. Lig führt. Dort traf man am 27. April 2014 in der ersten Runde auf Tatvan Gençlerbirliği Spor, die mit 1:0 besiegt werden konnten. Im Entscheidungsspiel begegnete man dann am 4. Mai 2014 Ceyhanspor, die zuvor in derselben Gruppe wie Niğde Tabellenerster geworden waren. Niğde gewann das Spiel deutlich mit 4:0 und feierte damit den Aufstieg in die TFF 3. Lig.
Die reguläre Ligaphase der Viertligasaison 2015/16 beendete der Verein als Tabellendritter und qualifizierte sich für die Play-off-Phase, in der die letzten Aufsteiger per K.-o.-System bestimmt werden. In diesen Play-offs setzte sich der Verein erste gegen Çorum Belediyespor und anschließend gegen Beylerbeyi SK und stieg damit in die TFF 2. Lig auf.
Vor der Saison 2018/19 wurde der Verein vom Zweitligisten Altınordu Izmir als sein Zweitverein übernommen und in Niğde Anadolu FK umbenannt.

## Trainer (Auswahl)
- Mustafa Ceviz
- Eser Kardeşler
- Cengiz Seçsev
- Altan Çetindağ

## Präsidenten (Auswahl)
- Yakup Yerlikaya
- Ali Ergöçmez